# František Rajtoral
František Rajtoral (Příbram, 1986. március 12. – Gaziantep, Törökország, 2017. április 23.) cseh labdarúgó, hátvéd. A cseh válogatott tagjaként részt vett a 2012-es Európa-bajnokságon.

## Pályafutása
Rajtoral 2004-ben, a Marila Příbramnál kezdte profi pályafutását. Mindössze egy év után leigazolta a Baník Ostrava. Négy évig maradt, ezalatt 100 bajnokin lépett pályára, majd 2009-ben a  Viktoria Plzeňhez szerződött. Ott érte el első komolyabb sikereit, csapatával megnyerte a Cseh Kupát és a bajnokságot is.

### A válogatottban
Rajtoral 2012. február 29-én, egy Írország elleni barátságos mérkőzésen mutatkozott be a cseh válogatottban. A nemzeti csapat tagjaként ott volt a 2012-es Európa-bajnokságon.

### Halála
2017. április 23-án, vasárnap délelőtt Törökországban felakasztotta magát. Öngyilkossága megrázta a cseh sajtót, és nem tudják mi vezethetett a fiatal focista tettéhez. Mindössze 31 éves volt.

## Sikerei, díjai

### Viktoria Plzeň
- Cseh kupagyőztes: 2010
- Cseh bajnok: 2010/11

## Fordítás
- Ez a szócikk részben vagy egészben  a   František Rajtoral című angol Wikipédia-szócikk fordításán alapul.  Az eredeti cikk szerkesztőit annak laptörténete sorolja fel. Ez a jelzés csupán a megfogalmazás eredetét és a szerzői jogokat jelzi, nem szolgál a cikkben szereplő információk forrásmegjelöléseként.

## Külső hivatkozások
- František Rajtoral válogatottbeli statisztikái
- František Rajtoral adatlapja az iDNES.cz-n
- František Rajtoral statisztikái a Guardian honlapján